# Paweł Zygmunt
Paweł Jan Zygmunt (Krosno, 15 juli 1972) is een voormalig Pools schaatser.
Paweł Zygmunt was internationaal een actief schaatser vanaf 1994. Daarvoor had hij driemaal meegedaan aan het WK voor junioren met een vijfde plaats in 1992 als beste resultaat. De seizoenen 2002 en 2003 kunnen aangemerkt worden als Zygmunts beste. In deze twee jaar zette hij zijn beste prestaties neer. Zo werd hij negende op het EK Allround van 2002 in Erfurt, 14e op de 5000 en 10.000 op de Olympische Winterspelen in Salt Lake City, zesde op het WK Allround van 2002 in Heerenveen en werd hij vierde op de 5000 meter op de WK Afstanden van 2003 in Berlijn. Tijdens het EK Allround 2006 in Hamar werd Zygmunt tiende.
Hoewel Zygmunt in carrière vele malen Poolse kampioen allround en per afstand werd, beëindigde hij zijn carrière zonder een grote internationale medaille te hebben gewonnen.

## Persoonlijke records
| Afstand      | Tijd     | Datum            | Baan           |
| ------------ | -------- | ---------------- | -------------- |
| 500 meter    | 37,69    | 14 januari 2006  | Hamar          |
| 1000 meter   | 1.14,15  | 3 maart 1996     | Calgary        |
| 1500 meter   | 1.49,60  | 19 maart 2006    | Calgary        |
| 3000 meter   | 3.46,28  | 29 januari 2002  | Calgary        |
| 5000 meter   | 6.24,48  | 19 november 2005 | Salt Lake City |
| 10.000 meter | 13.19,73 | 4 december 2005  | Heerenveen     |

## Resultaten
| Jaar | EK Allround | Olympische Spelen    | WK Afstanden               | WK Allround | WK Junioren |
| ---- | ----------- | -------------------- | -------------------------- | ----------- | ----------- |
| 1990 |             |                      |                            |             | 15e         |
| 1991 |             |                      |                            |             | 14e         |
| 1992 |             |                      |                            |             | 5e          |
| 1994 | NC15        | 40e 1500m 18e 5000m  |                            | -           |             |
| 1995 | NC18        |                      |                            | NC25        |             |
| 1996 | 9e          |                      | 22e 1000m 13e 1500m        | NC20        |             |
| 1997 | NC17        |                      | -                          | NC35        |             |
| 1998 | -           | 34e 1500m 18e 5000m  | -                          | NC21        |             |
| 1999 | NC17        |                      | -                          | -           |             |
| 2000 | 13e         |                      | 15e 5000m                  | NC22        |             |
| 2001 | NF4         |                      | NF 5000m 11e 10000m        | -           |             |
| 2002 | 9e          | 14e 5000m 14e 10000m |                            | 6e          |             |
| 2003 | 10e         |                      | 4e 5000m 8e 10000m         | 11e         |             |
| 2004 | 13e         |                      | 8e 5000m NF 10000m         | NC21        |             |
| 2005 | 13e         |                      | 10e 5000m 6e achtervolging | NS3         |             |
| 2006 | 10e         | 18e 5000m            |                            | NC19        |             |

- = geen deelname
NC# = niet gekwalificeerd voor de laatste afstand, maar wel als # geklasseerd in de eindrangschikking
NF = niet gefinisht
NF4 = niet gefinisht op de 4e afstand
NS3 = niet gestart op de 3e afstand